# Revolution (Bahnradsport)

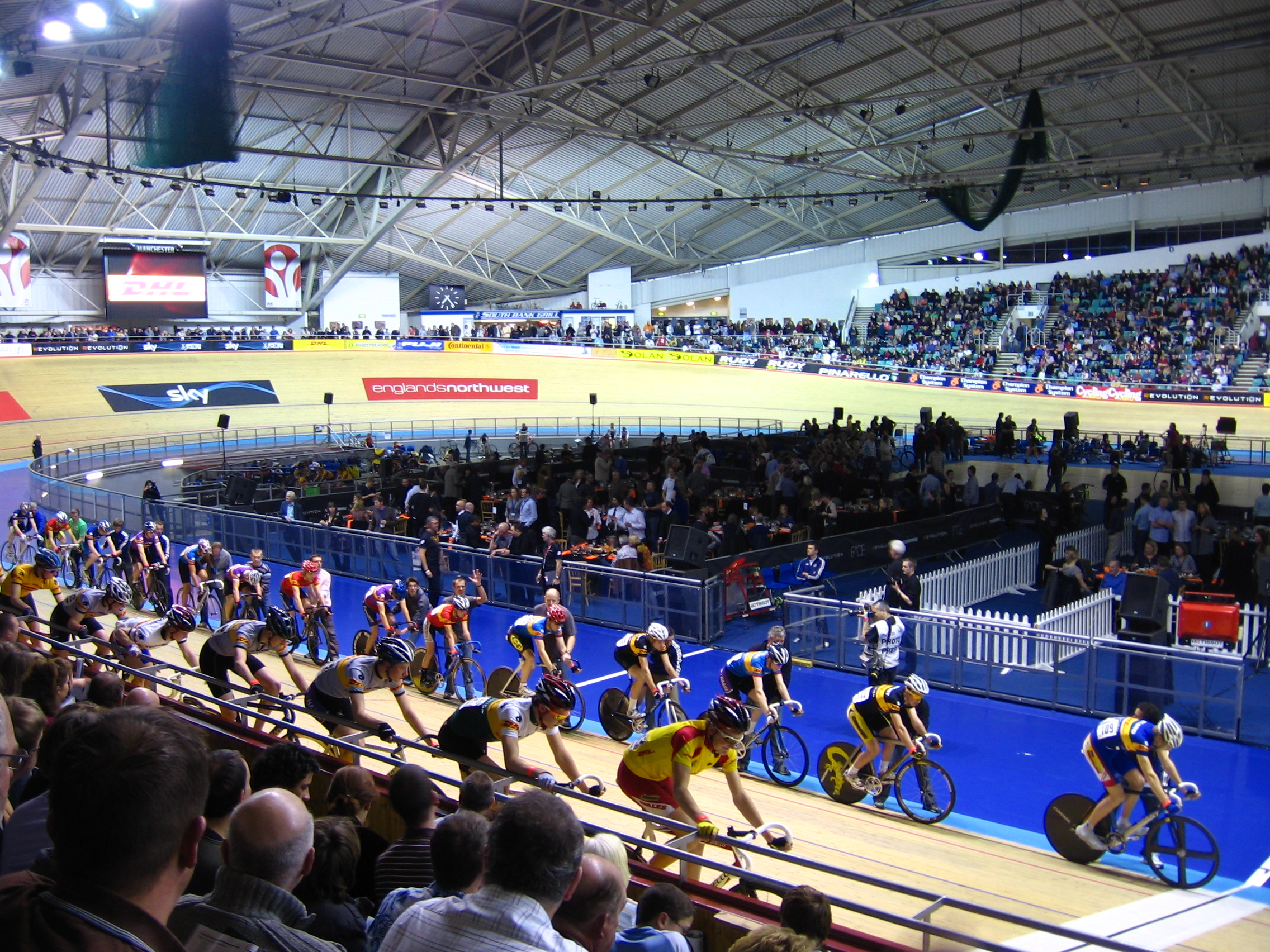
„Future Stars“ bei der Revolution im Dezember 2008

Revolution ist eine Serie von Bahnradsport-Wettbewerben, die seit 2003 im Vereinigten Königreich ausgetragen wird.
Bis zur Wintersaison 2012/2013 fand Revolution ausschließlich im Manchester Velodrome statt. Ab der Saison 2012/2013 wird die Revolution künftig nur noch dreimal in Manchester stattfinden und eine Abschlussveranstaltung im Sir Chris Hoy Velodrome in Glasgow. Ab 2014 kam das Lee Valley Velodrome in London als weiterer Austragungsort hinzu, und die Serie wurde auf fünf Veranstaltungen aufgestockt. Die Rennen sind regelmäßig ausverkauft.

## Das Konzept
Der Wettbewerb wurde 2003 eingeführt, damit das britische Radsportpublikum auch außerhalb offizieller Wettkämpfe internationale Stars sehen kann. Er umfasst rund 20 Rennen in schneller Abfolge. Seit 2007 gibt es Revolution auch in Australien, basierend auf demselben Konzept.
Es gibt drei Arten von Rennen: die Elite Championship, UCI-Rennen sowie Nachwuchsrennen für die Future Stars. Die Rennen der Elite Championship werden von Teams ausgetragen. Bei den UCI-Rennen können die Sportlerinnen und Rennen Punkte für die Weltrangliste erringen.

## Teilnehmer
An den Rennen nahmen bisher zahlreiche internationale Fahrer teil, darunter Chris Hoy, Theo Bos, Arnaud Tournant, Jason Kenny, Victoria Pendleton, Jamie Staff, Jens Fiedler, Grégory Baugé, Ross Edgar, Craig MacLean, Jason Queally, René Wolff, Jan van Eijden, Florian Rousseau, Stefan Nimke, Maximilian Levy, Teun Mulder, Robert Förstemann, Mickaël Bourgain, Willy Kanis, Christin Muche und Clara Sanchez in den Kurzzeitdisziplinen.
In den Ausdauerdisziplinen waren bisher unter anderem am Start: Bradley Wiggins, Mark Cavendish, Geraint Thomas, Ed Clancy, Joan Llaneras, Paul Manning, Bradley McGee, Chris Newton, Rob Hayles, Sergi Escobar, Steve Cummings, Stuart O’Grady, Iljo Keisse, Matthew Gilmore, Franco Marvulli, Bruno Risi, David Millar, Peter Schep, Robert Slippens, Nicole Cooke, Rebecca Romero und Graeme Obree.
Einmal jährlich wird im Zweier-Mannschaftsfahren das Isaac Galvez Memorial Madison ausgetragen, benannt nach dem spanischen Rennfahrer, der 2006 beim Sechstagerennen von Gent tödlich verunglückte, wenige Tage, bevor er erstmals bei Revolution starten sollte. Ab 2014 wird im Rahmen von Revolution auch die britische Meisterschaft im Zweier-Mannschaftsfahren ausgetragen.